# Флаг Ивантеевки
Флаг Иванте́евки — символ муниципального статуса городского округа Ивантеевка Московской области Российской Федерации.
Флаг утверждён 20 июля 1998 года и внесён в Государственный геральдический регистр Российской Федерации под номером 319.

## Описание
«Флаг города Ивантеевки представляет собой прямоугольное двустороннее полотнище с отношением ширины к длине 2:3 белого цвета с голубой волнистой перевязью справа, в которую слева погружено жёлтое мельничное колесо».

## Обоснование символики
Белый цвет полотнища флага — цвет бумаги, первое изготовление которой в России было начато в 1564 году в селе Вантееве — ныне город Ивантеевка. Для производства бумаги на реке Уче — изображена голубой (синей) волнистой лентой — перевязью — была сооружена бумагоделательная мельница, о чём говорит мельничное колесо. Колесо в геральдике символизирует также технический прогресс.
Белый цвет (серебро) символизирует также чистоту, мудрость, благородство, совершенство, мир.
Голубой цвет — символ красоты, безупречности, возвышенных устремлений, добродетели, символ чистого неба.
Жёлтый цвет (золото) — символ высшей ценности, процветания, прочности и силы.
В основе флага города языком геральдических символов гармонично отражена история образования города.